# 克里斯托弗·塞特斯特兰德
克里斯托弗·塞特斯特兰德（瑞典語：Kristoffer Zetterstrand，1973年9月27日—），瑞典超現實主義藝術家，是電子遊戲《我的世界》裡的裝飾道具「繪畫」中眾多畫作的作者之一。

## 生平
塞特斯特兰德於1973年9月27日生於瑞典斯德哥尔摩，曾在斯德哥爾摩的皇家藝術學院及馬德里的馬德里康普頓斯大學美術學院就讀。
他在2002年亮相展覽會。2012年，他獲得瑪麗安娜和西格瓦爾德·貝爾納多特藝術獎。
他的作品通常是傳統的古典繪畫，但他的部分作品被用作電子遊戲的3D圖形，《我的世界》中的圖案就是一例。

## 家庭
艾琳·塞特斯特兰德（Elin Zetterstrand）是克里斯托弗的妹妹，曾經是《我的世界》论坛的管理員。她的前夫是《我的世界》創作者馬庫斯·阿列克謝·泊松。

## 作品集

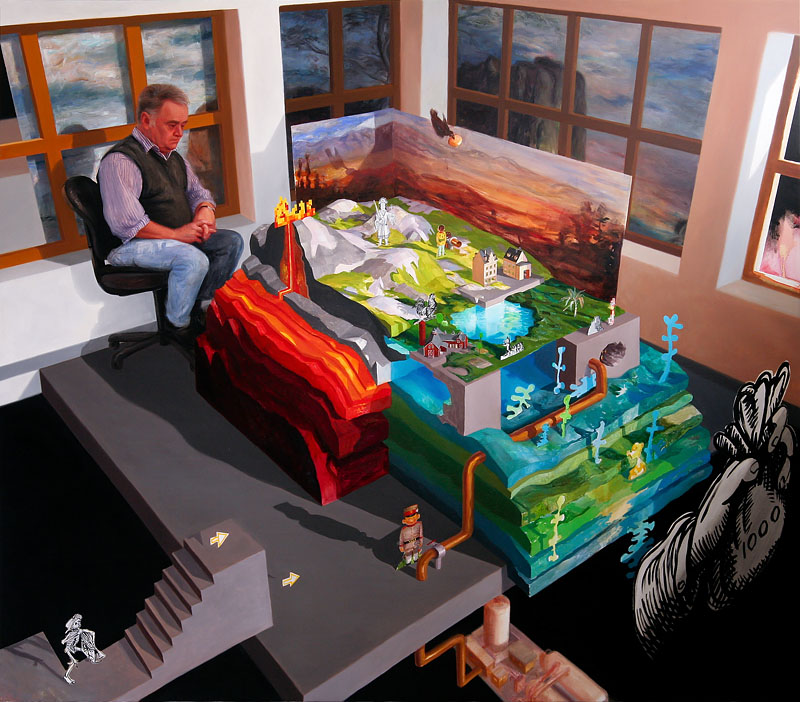
The game, 2009
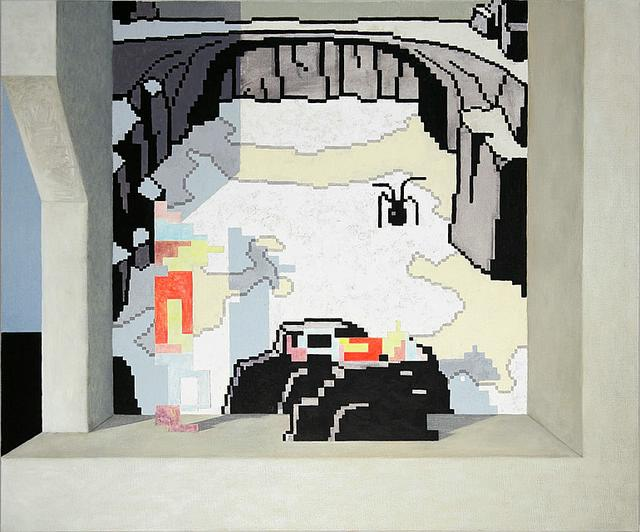
The stage is set, 2006
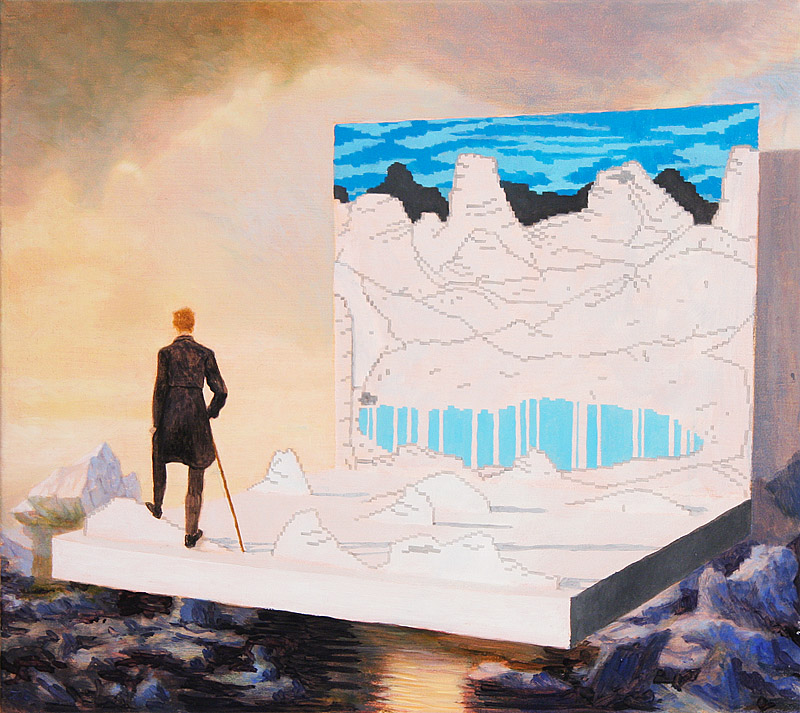
Wanderer, 2008
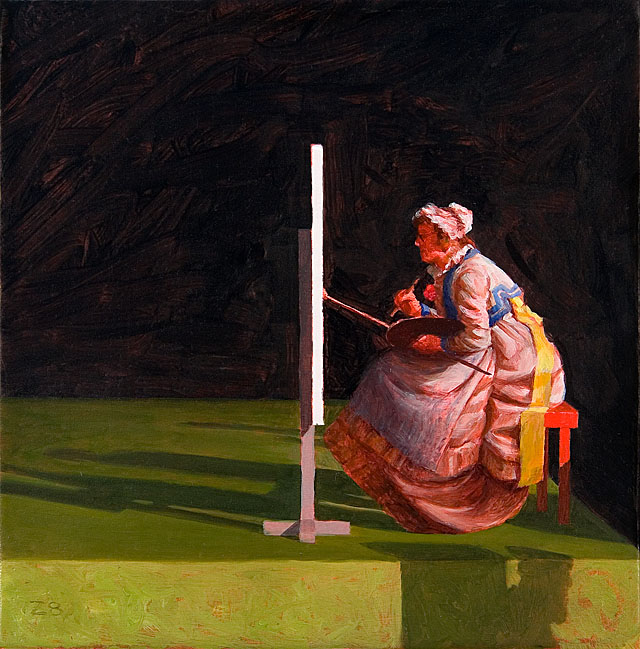
The master, 2008
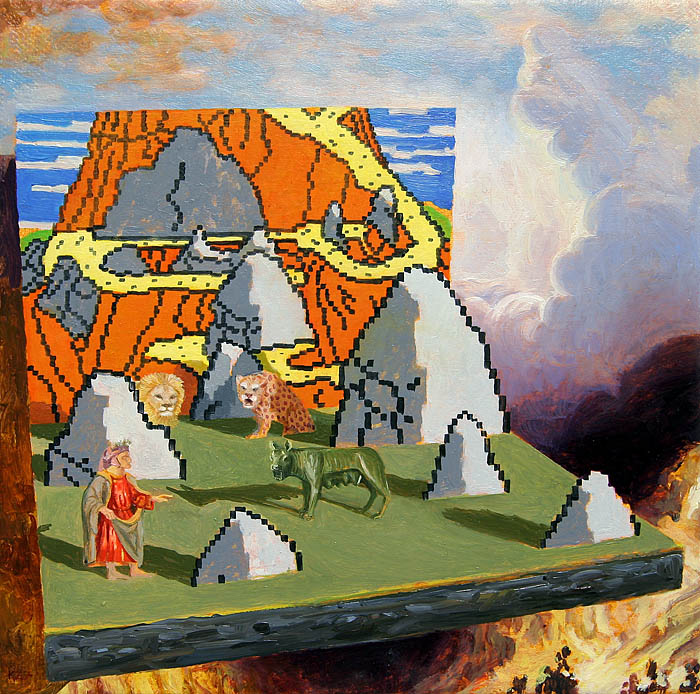
Dante and the three beasts, 2007
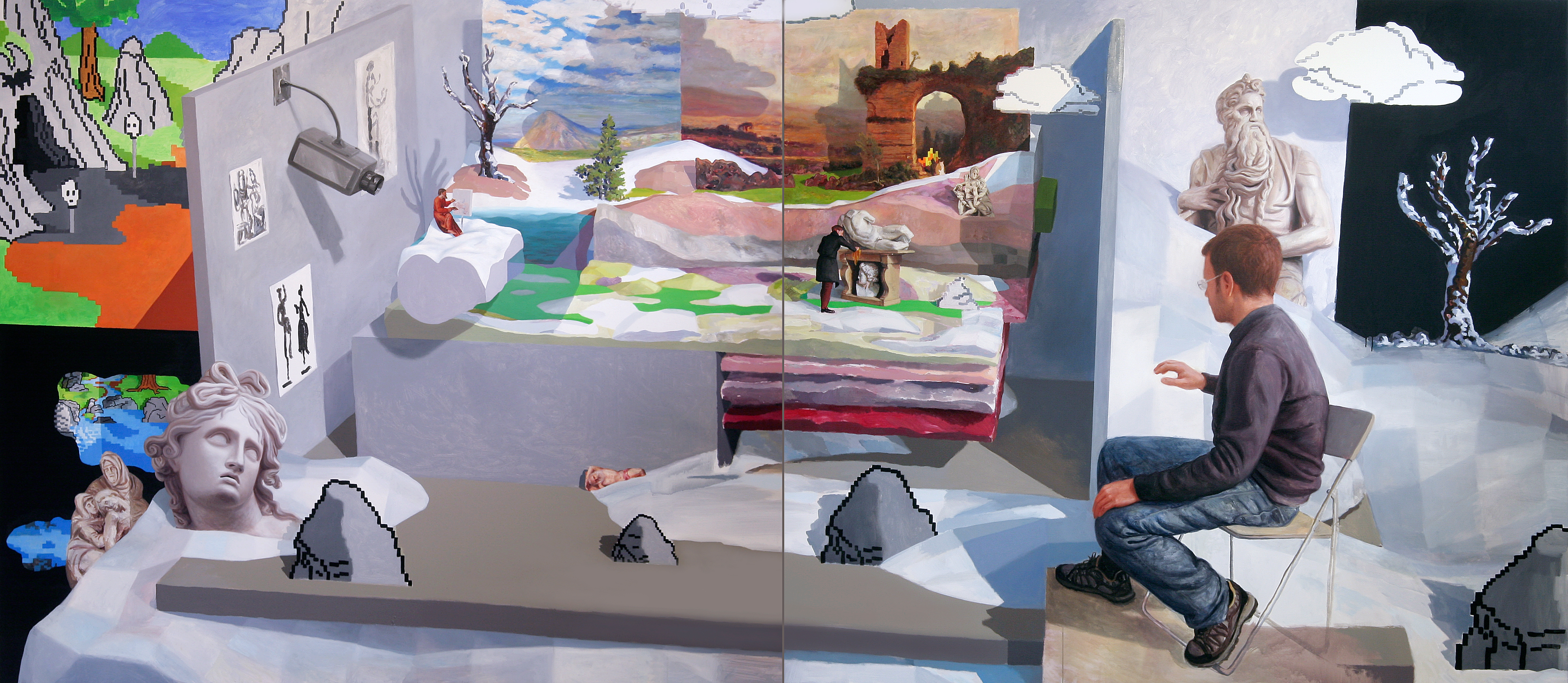
Thawing, 2008
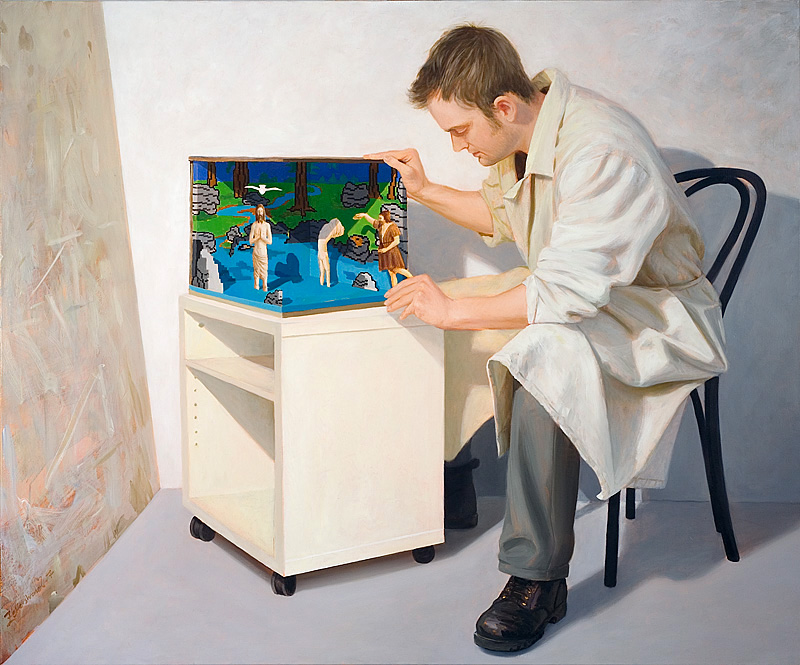
Artist and still life, 2007
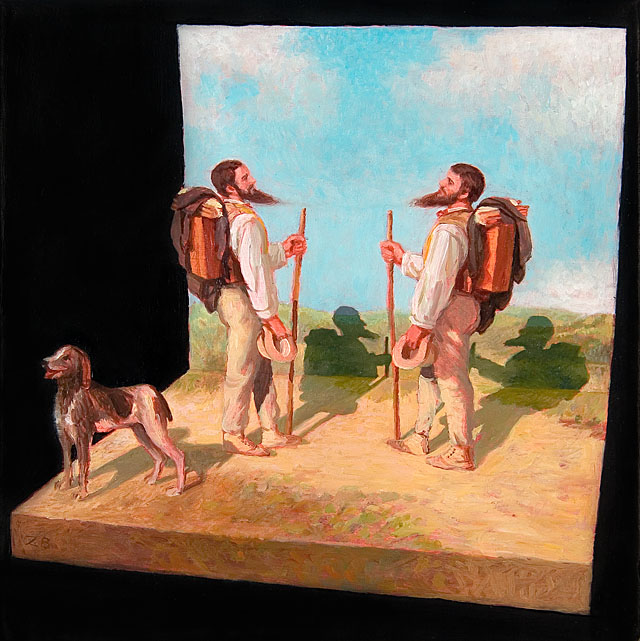
Bonjour Monsieur Courbet, 2008
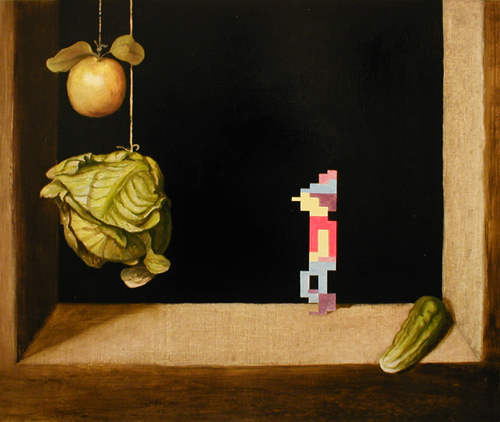
Graham, 2003

## 外部連結
- Artist's web site （页面存档备份，存于）
- Peter Bergman gallery （页面存档备份，存于）
- A 2010 Interview （页面存档备份，存于）